# Yu guo tian qing
Yu guo tian qing é um filme de drama hong-konguês de 1959 dirigido e escrito por Yueh Feng. Foi selecionado como representante de Hong Kong à edição do Oscar 1960, organizada pela Academia de Artes e Ciências Cinematográficas.

## Elenco
- Connie Chan - Damei
- Yang Chang - Gao Yongsheng
- Xiaoyu Deng - Xiaohu
- Xiang Gao - esposa de Landlord
- Helen Li Mei - Meijuan